# Palacio Municipal de Deportes San Pablo
Das Palacio Municipal de Deportes San Pablo (deutsch Städtischer Sportpalast San Pablo) ist eine Mehrzweckhalle in der spanischen Stadt Sevilla, Autonome Gemeinschaft Andalusien. Die Sport- und Veranstaltungsstätte wurde im Jahr 1988 eröffnet und ist die Heimspielstätte der Basketballsektion von Betis Sevilla. Die Halle bietet Platz für 7626 Zuschauer, alle auf Sitzplätzen, und kann bei Bedarf auf eine Kapazität von rund 10.000 erweitert werden.
Neben den Heimspielen von Betis Sevilla finden in der Arena regelmäßig internationale Sportveranstaltungen statt, unter anderem die Leichtathletik-Hallenweltmeisterschaften 1991, die Schwimmeuropameisterschaften 1997, die Weltmeisterschaften der Rhythmischen Sportgymnastik 1998, die Badminton-Weltmeisterschaft 2001, die Handball-Europameisterschaft 1996 und die Weltmeisterschaft 2013 sowie die Basketball-Europameisterschaft 2007. Darüber hinaus wird die Halle auch für Konzerte, diverse Veranstaltungen, Ausstellungen und Shows verwendet.

## Lage und öffentliche Verkehrsmittel
Das Palacio Municipal de Deportes San Pablo liegt an der Straße Doctor Laffón Soto. Nahe der Halle befindet sich der Bahnhof Sevilla Santa Justa, auf dem neben Fernverkehrszügen auch alle Linien des Cercanías halten. Auch mit den Buslinien 2, 20, 21 und 28 kann die Arena erreicht werden.